# Parafia św. Anny w Dąbrówce k. Ostrołęki
Parafia pw. Świętej Anny w Dąbrówce koło Ostrołęki – parafia rzymskokatolicka należąca do dekanatu Ostrołęka – Nawiedzenia Najświętszej Maryi Panny, diecezji łomżyńskiej, metropolii białostockiej. Erygowana została w 1894. Jest prowadzona przez księży diecezjalnych.

## Historia

### Pierwsza kaplica
W 1798 z inicjatywy biskupa płockiego Onufrego Kajetana Szembeka w Dąbrówce stanęła niewielka kaplica. Fundatorką była dziedziczka Miłobędzka z Drogoszewa. Kaplica stanowiła wotum za odzyskanie wzroku po wielu latach ślepoty. Kaplicy nadano wezwanie św. Anny. Na Zesłanie Ducha Świętego obchodzono trzydniowy odpust. Później przeniesiono go do Kadzidła.
Zamieszkał tu ksiądz podlegający proboszczowi parafii Kadzidło. Mógł chrzcić dzieci i spowiadać, ale pogrzeby i udzielanie sakramentu małżeństwa było możliwe tylko w Kadzidle. Kaplica była pokrytą słomą, miała 20 m długości, 15 m szerokości i 4,5 m wysokości.
Wierni z Dąbrówki 11 stycznia 1823 skierowali do biskupa płockiego Adama Michała Prażmowskiego prośbę o stworzenie nowej parafii w Dąbrówce. Zgody nie otrzymali. W 1826 biskup zalecił proboszczom z Kadzidła, Nowogrodu i Ostrołęki, by przyjeżdżali do Dabrówki co trzecię niedzielę i odprawiali msze. Brakowało środków na utrzymanie stałego duchownego. W 1849 wierni wysłali do biskupa list z informacją, że ksiądz z Kadzidła przyjeżdża do dąbrowskiej kaplicy jedynie raz w roku, w Zielone Świątki. Domagali się wypełnienia biskupienia polecenia sprzed lat. Zobowiązali się utrzymać kapłana. Jednak zadeklarowana składka była niewystarczająca, bo w Dąbrówce można było udzielać tylko niektórych sakramentów.

### Objawienia maryjne
W pobliżu kaplicy stała liczące około 400 lat drzewo bartne. Na korze ktoś wyciął krzyż, a nad nim, w pęknięciu, pojawił się mały obrazek na blasze przedstawiający Maryję. Opowiadano, że pewien zły człowiek chciał ściąć barć i sprzedać drewno. Nocą udał się z synami do drzewa, by zrealizować zamiar, ale tuż po uderzeniu siekierą w pień, zaniemógł. Z drzewa zamiast żywicy zaczęła płynąć krew. Chciwy chłop przed długie lata chorował, nie powodziło mu się w gospodarstwie.
W okolicy zaczęto opowiadać o cudownej barci. W 1823 delegat biskupa poprosił władze cywilne o ścięcie drzewa, ponieważ wierni bardziej czcili drzewo bartne niż obraz w ołtarzu w kaplicy.
Przed początkiem maja 1850 (lub 1849) do barci udały się dwie młode dziewczyny: Marcyna i Rozyna. Przyozdobiły drzewo kwiatami, a święty obrazek ozdobiły wiankiem z kwiatów leśnych i zieleni, następnie odmówiły modlitwę Zdrowaś Maryjo. Zapadał zmierzch, kiedy wokół drzewa pojawiła się łuna. W dzieni dziewczęta zobaczyły Matkę Bożą z Dzieciątkiem na lewej ręce. Upadły na ziemię, a potem pobiegły do wsi, opowiadając, co widziały. Przy barci zaczęli gromadzić się ludzie. Pielgrzymowali z sąsiednich wsi i parafii. Codziennie o zmroku przy drzewie widziano jasność, a czym pojawia się twarz Maryi. Pojawiły się pierwsze uzdrowienia. Objawienia trwały 20 lat.
W 1881 do barci przyjechał proboszcz z Nowogrodu ks. Romuald Skrodzki. Przekonał wiernych, że nie należy modlić się do drzewa, ale zbudować na tym miejscu kościół. Ścięto cudowne drzewo, które kapłan przeżegnał. W drodze powrotnej, podczas przeprawy przez rzekę Pisę wpadł do wody, gdy załamał się lód. Uratował się, że zaraz po powrocie do Nowogrodu zmarł. Wierni uznali, że to kara za zniszczenie cudownego drzewa.
Na miejscu pnia po zrąbanym drzewie postawiono niewielką kaplicę, w której zawieszono wota jako poświadczenie uzdrowień i cudów. Potem przetrzymywano je za ołtarzem nowego kościoła, następnie na jego strychu. W końcu XIX wieku ówczesny proboszcz nakazał je spalić. W 1865 władze carskie zakazały pielgrzymek do Dąbrówki.
Kaplica przetrwała do 1944. Została rozebrana przez Niemców, którzy potrzebowali materiału budowlanego na okopy.

### Po objawieniach
W 1861 do Dąbrówki kierowało stałego kapłana. Nie mógł jednak prowadzić akt metrykalnych i udzielać sakramentów. W 1864 i 1868 biskup płocki Wincenty Teofil Popiel w czasie wizytacji parafii Kadzidło odwiedził Dąbrówkę. Odprawił nabożeństwo w kaplicy.
Mimo braku pozwolenia na grzebanie zmarłych w Dąbrówce, w 1888 przy kaplicy w wymurowanym grobie pochowano posługującego tu ks. Walentego Placyda Podgórskiego. Ciało kapłana zabrali z Kadzidła wierni z Dąbrówki, Płoszyc i Nasiadek. Kapłana pochowano zgodnie z jego wolą w Dąbrówce.
W rezultacie kaplicę zamknięto na dwa lata. Rzadko przyjeżdżali tu kapłani. Wierni nadal grzebali zmarłych przy kaplicy. W 1891 ponownie zwrócili się do biskupa płockiego, dodatkowo też do arcybiskupa w Warszawie, z prośbą o erygowanie parafii.
Mimo że już w 1849 kaplica wystawiona w 1798 była już zniszczona, przetrwała do 1891. Wówczas rozebrano ją, a drewno przeznaczono do budowy nowego kościoła. Wykorzystano też drewno z kościoła w Kadzidle, bo w międzyczasie powstała tam nowa murowana świątynia.
Parafię w Dąbrówce erygował biskup płocki Michał Nowodworski 10 lutego 1894. Objęła Dąbrówkę, Szkwę odłączoną od parafii w Ostrołęce, Nasiadki i Płoszyce. W 1947 do parafii dołączono wsie Gąski, Bienduszkę i Przeczniak wydzielone z parafii Zbójna.

## Współcześnie
8 września 2010 biskup łomżyński Stanisław Stefanek wydał dekret ogłaszający kościół parafialny w Dąbrówce wraz z kaplicą na miejscu objawień Sanktuarium Najświętszej Maryi Panny Dabrowskiej, Królowej Ludu Kurpiowskiego, patronki leśników i pszczelarzy. Odpusty w sanktuarium obchodzone są: w niedzielę przed lub po 26 lipca, kiedy wypada wspomnienie św. Anny, patronki kościoła, oraz w niedzielę po święcie Narodzenia NMP 8 września, kiedy obchodzona jest Uroczystość ku czci Najświętszej Maryi Panny Dąbrowskiej.

## Zabudowania parafialne

### Otoczenie kościoła

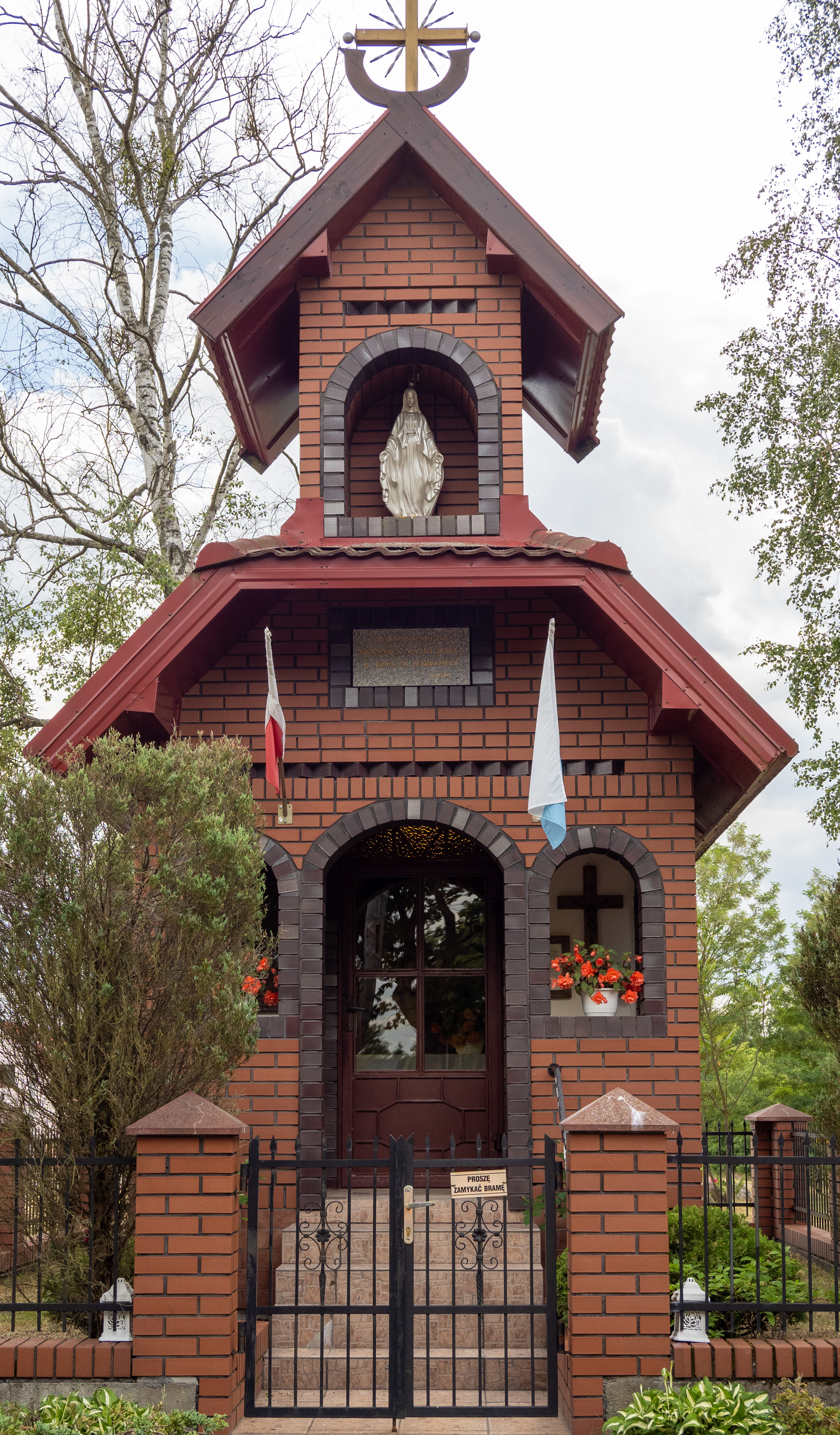
Kaplica Matki Bożej Dąbrowskiej w Dąbrówce

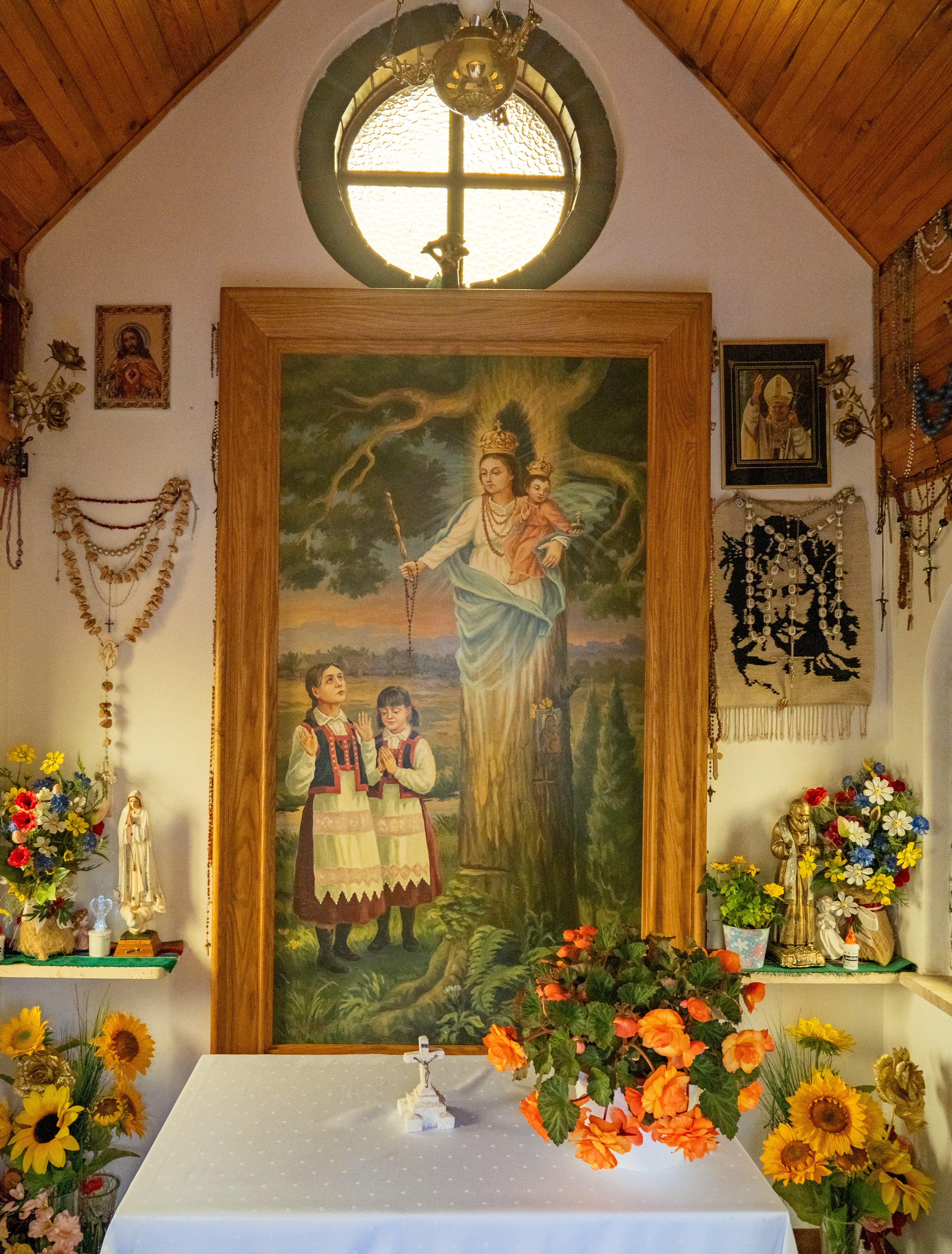
Wnętrze kaplicy z obrazem Matki Bożej Dąbrowskiej

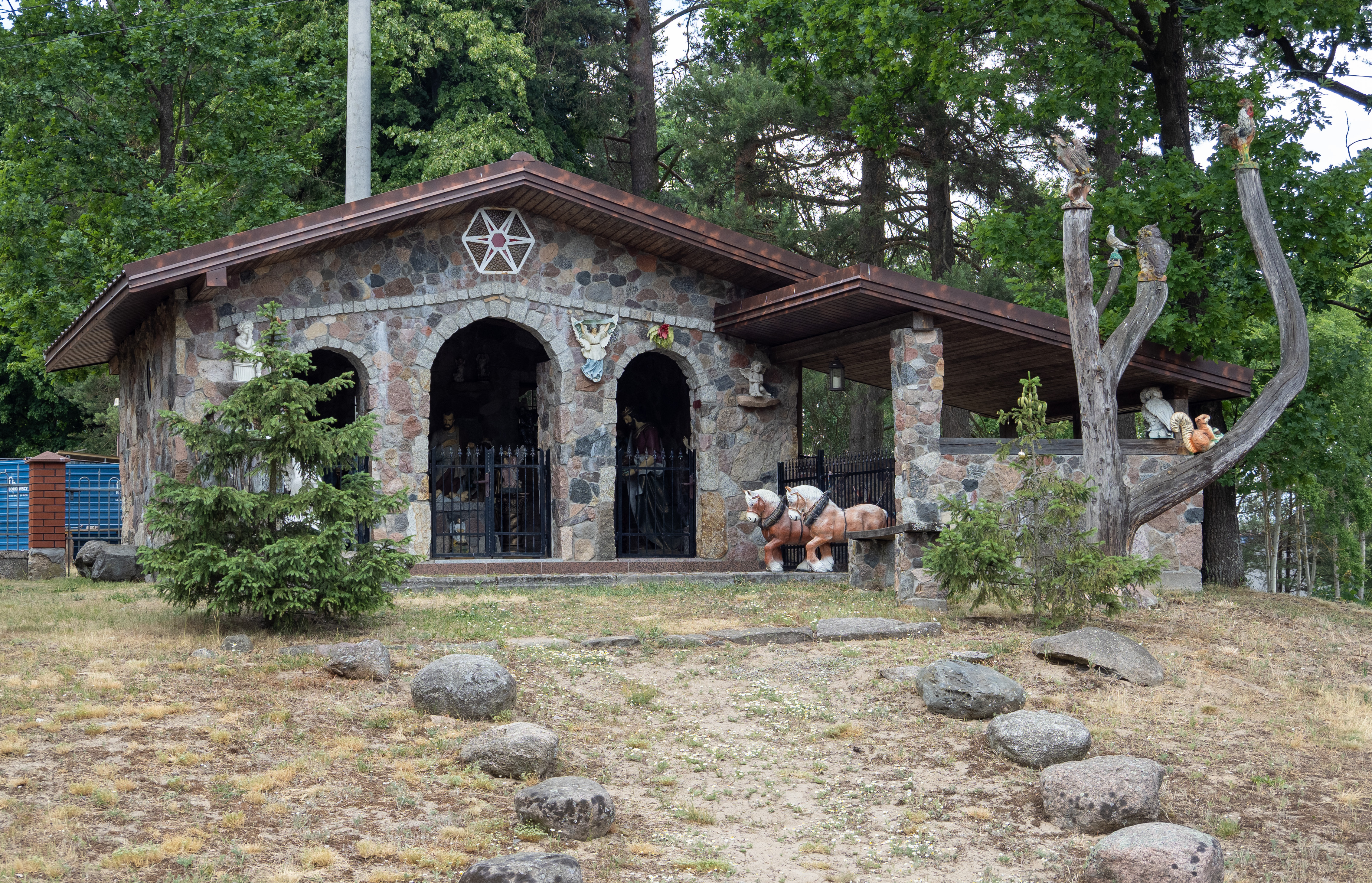
Kaplica Narodzenia - całoroczna szopka

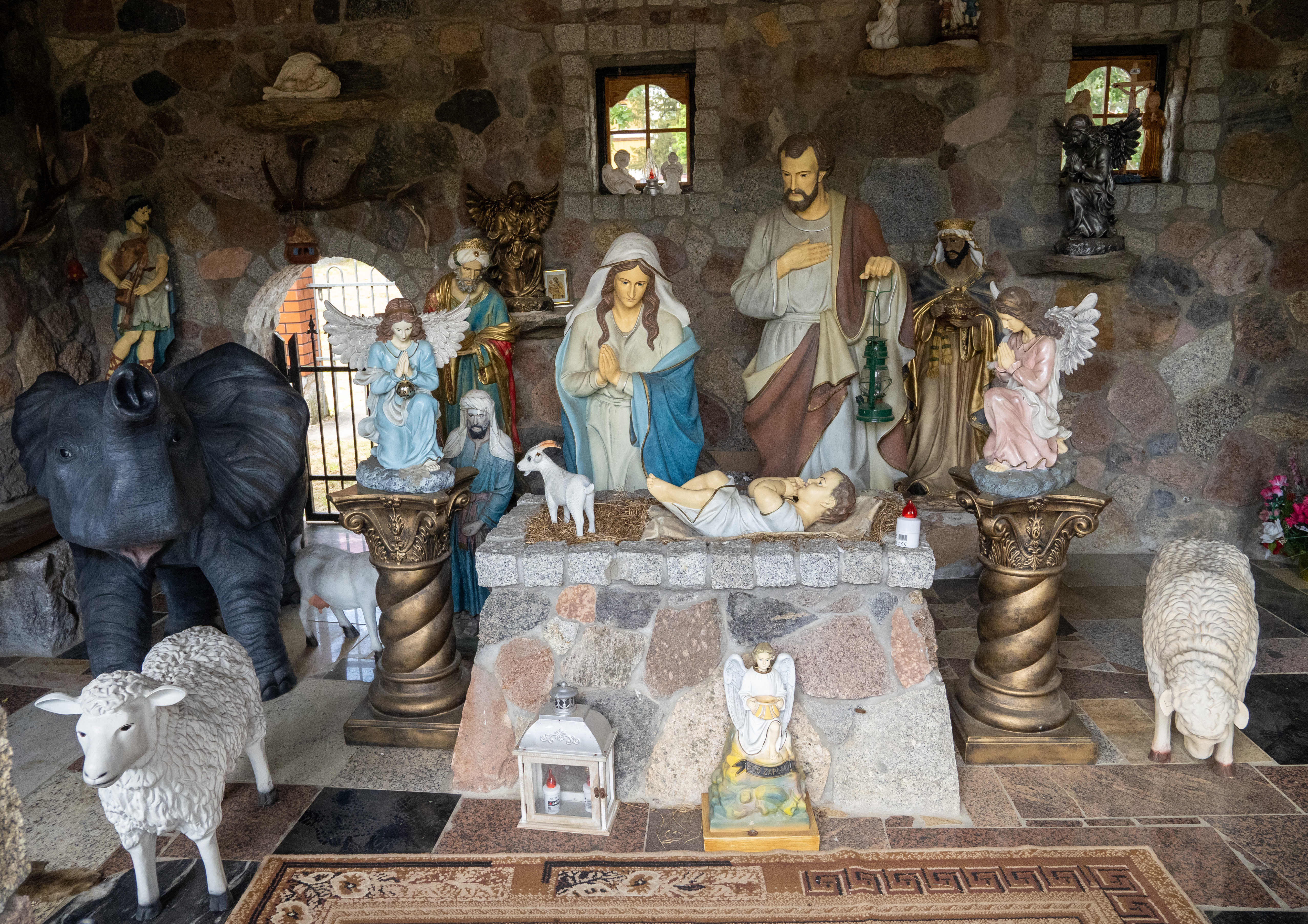
Wnętrze szopki

Plac przykościelny jest ogrodzony. W zachodniej części ogrodzenia zamontowano dwuskrzydłową metalową bramę główną. Przy ogrodzeniu rosną lipy i dęby. W północno-zachodniej części cmentarza przykościelnego stoi dzwonnica. Na południe od kościoła stoi drewniana plebania.
12 września 2004, w 155 rocznicę objawień Matki Bożej, 110 rocznicę erygowania parafii i 60 rocznicę zburzenia drewnianej kaplicy na miejscu objawień, w Dąbrówce poświęcono obraz oraz nową kaplicę Matki Bożej Dąbrowskiej. Stanęła na miejscu cudownej barci. Proboszcz ks. Stanisław Grosfeld w podziękowaniu za trzykrotne uratowanie życie zaprojektował nową murowaną kaplicę. Budowa była możliwa dzięki ofiarom wiernych. Kaplicę poświęcił biskup łomżyński Stanisław Stefanek. Dach górnej kondygnacji kaplicy, w której we wnęce umieszczono figurę Maryi Niepokalanej, zdobią śparogi. W kaplicy zawieszono mały obrazek na blasze, który pierwotnie wisiał na cudownej barci. We wnętrzu zawieszono obraz przedstawiający scenę pierwszego objawienia: na drzewie widać postać Matki Boskiej z Dzieciątkiem Jezus, przed drzewem stoją dwie dziewczynki w strojach kurpiowskich. Autorem obrazu jest Sylwester Kwiatkowski z Białegostoku. Twarz Maryi jest taka sama jak XVIII-wiecznym obrazie w głównym ołtarzu w kościele.
W niewielkiej odległości od kościoła, na placu Jana Pawła II, usytuowano jego pomnik. Figura papieża stoi na drewnianym postumencie, między dwoma rozgałęzieniami, jest nakryta dwuspadowym daszkiem ozdobionym śparogami. Od 2015 pomnikiem opiekuje się Stowarzyszenie Społeczno-Kulturalne „Barć” z Dąbrówki.
W otoczeniu kościoła znajduje się również Kaplica Narodzenia - całoroczna szopka z figurami ludzi i zwierząt naturalnej wielkości.

### Plebania
Drewniany budynek pochodzi z 1893.

### Dzwonnica

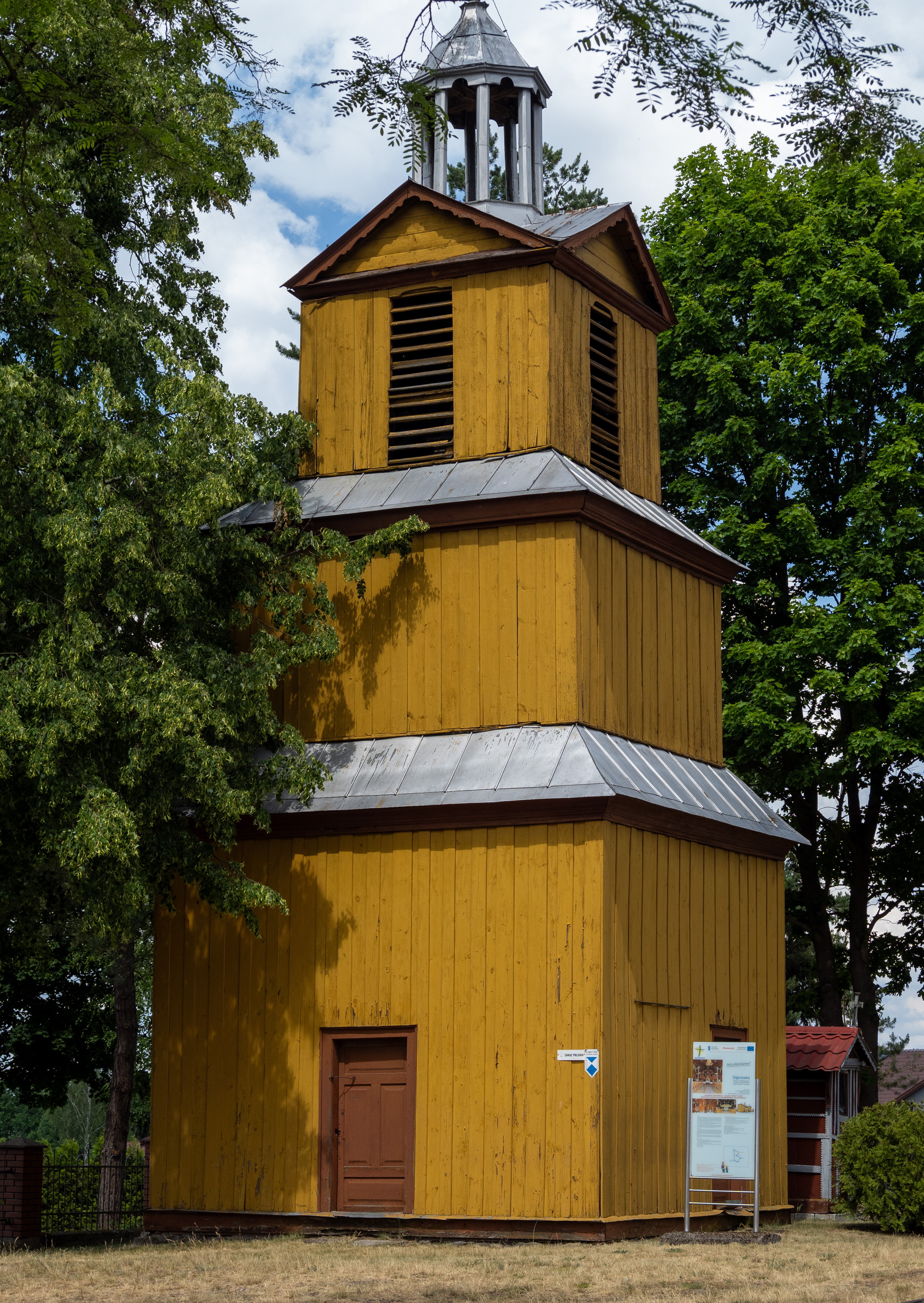
Dzwonnica obok kościoła św. Anny

Została zbudowana w 1893. Stoi w północno-zachodniej części cmentarza kościelnego, w pobliżu bramy głównej. Jest drewniana, na planie kwadratu, w konstrukcji słupowo-ryglowej. Stoi na niskiej podmurówce. Jest obustronnie szalowana pionowymi deskami. Ma trzy kondygnacje, które skokowo zwężają się ku górze. Kondygnacje rozdzielają daszki okapowe pokryte blachą cynkową. Wszystkie elewacje zwieńczone są trójkątnymi szczytami, które szalowane są poziomo i obramione dekoracyjną listwą. Dach jest krokwiowy, wielopołaciowy ze skrzyżowanymi kalenicami. Pokryty jest blachą cynkową. Dach wieńczy wieżyczka z ośmioboczną latarnią i niewielką kopułą zakończoną żelaznym kutym krzyżem (takie same są na wieżach kościoła). Do dzwonnicy wchodzi się przez prostokątne jednoskrzydłowe drzwi na ścianie południowej i wschodniej. W trzeciej kondygnacji umieszczono otwory dzwonowe osadzone w drewnianych ramach. Są wypełnione poziomymi drewnianymi żaluzjami. Wnętrze dzwonnicy jest podzielone na dwa pomieszczenia. W górnej kondygnacji dzwonnicy mieści się drewniana konstrukcja podtrzymująca dwa dzwony. Dzwonnica ma 13 m wysokości. Powierzchnia użytkowa dzwonnicy to 25 m², a kubatura – 325 m³.

### Cmentarz grzebalny
Ma powierzchnię 1 ha, znajduje się w centrum wsi.
W 1955 na grobie ks. Walentego Placyda Podgórskiego wystawiono nowy nagrobek. Mogiła została wpisana do ewidencji grobów weteranów walki o wolność i niepodległość Polski (nr 2760). Grobem opiekują się uczniowie i uczennice szkoły podstawowej w Dąbrówce.
Staraniem ks. Stanisława Grosfelda zorganizowano symboliczny grób żołnierzy armii niemiecki z okresu I wojny światowej. Stoi przy ogrodzeniu cmentarzu po prawej stronie bramy. Na mogile stoi brzozowy krzyż z tabliczką informacyjną. Jeszcze w czasie II wojny światowej zarys oryginalnej mogiły żołnierskiej był widoczny. Grobem opiekują się uczniowie i uczennice miejscowej szkoły. Obok znajduje się symboliczny grób dzieci nienarodzonych.

## Zasięg parafii
Do parafii należą wierni z następujących miejscowości: Dąbrówka, Bienduszka, Gąski, Nasiadki, Płoszyce, Szkwa.

## Ludność
- 1925 – 1250
- 1935 – 1490
- 1939 – 1482
- 1945 – 1435
- 1959 – 1512
- 1975 – 1470
- 1985 – 1420
- 1990 – 1400
- 1995 – 1425
- 2005 – 1380
- 2010 – 1360[10].

## Duchowieństwo

### Kapłani posługujący w kaplicy
- ks. Podgórski (1855)
- ks. J. Kulesza
- ks. Walenty Tercjak[24]
- ks. Bielański[25]
- ks. Franciszek Chrapkiewicz (ok. 1869–1875)[10]
- ks. Włostowski
- ks. Walenty Placyd Podgórski (?–1888)

### Proboszczowie
- ks. Adam Edward Umiński[11]
- ks. Zyber
- ks. Pawelski
- ks. Gromek
- ks. Lipski
- ks. Myśliński
- ks. Stanisław Rejmentowski (1926–1933)
- ks. Franciszek Sokołowski (1933–1940)
- ks. Stanisław Murawski (1940–1945)
- ks. Józef Łapiński (1945–1948)
- ks. Eugeniusz Jan Berezowski (1950–1950)
- ks. Jan Starski (1950–1955)
- ks. Józef Napiórkowski (1955–1957)
- ks. Eugeniusz Świecki (1957–1973)
- ks. Marian Borecki (1973–1982)
- ks. Stefan Pupek (1982–1985)
- ks. Fabian Piotrowski (1985–1998)
- ks. Stanisław Grosfeld (1998–2020)
- ks. Artur Akimowicz (od 2020)[25].